# Tingkeum (Nisam)
Tingkeum is een bestuurslaag in het regentschap Aceh Utara van de provincie Atjeh, Indonesië. Tingkeum telt 504 inwoners (volkstelling 2010).